# París-Niça 1992
La París-Niça 1992 fou la 50a edició de la París-Niça. És un cursa ciclista que es va disputar entre el 8 i el 15 de març de 1992. La cursa fou guanyada pel francès Jean-François Bernard de l'equip Banesto per davant de Tony Rominger (CLAS-Cajastur) i Miguel Indurain (Banesto). Richard Virenque guanyà la classificació de la muntanya.

## Participants
En aquesta edició de la París-Niça hi preneren part 136 corredors dividits en 17 equips: Ariostea, Banesto, R.M.O., Castorama, Z, Amaya Seguros, Motorola, CLAS-Cajastur, Seur, Lotto, TVM-Sanyo, GB-MG Maglificio, Gatorade-Chateau d'Ax, Buckler, Tulip Computers i Chazal-Vanille et Mûre. La prova l'acabaren 106 corredors.

## Resultats de les etapes
| Etapes              | Data       | Recorregut                        | Km      | Vencedor d'etapa      | Líder de la general   |
| ------------------- | ---------- | --------------------------------- | ------- | --------------------- | --------------------- |
| Pròleg              | 8 de març  | Fontenay-sous-Bois (CRI)          | 5.7 km  | Tony Rominger         | Tony Rominger         |
| 1a etapa            | 9 de març  | Gien-Nevers                       | 180 km  | Mario Cipollini       | Tony Rominger         |
| 2a etapa            | 10 de març | Nevers-Roanne                     | 176 km  | Mario Cipollini       | Tony Rominger         |
| 3a etapa            | 11 de març | Saint-Étienne-Saint-Étienne (CRE) | 26.5 km | Ariostea              | Miguel Indurain       |
| 4a etapa            | 12 de març | Miramas-Marsella                  | 176 km  | Mario Cipollini       | Miguel Indurain       |
| 5a etapa            | 13 de març | Marsella-Mont Faron               | 187 km  | Tony Rominger         | Jean-François Bernard |
| 6a etapa            | 14 de març | Toló-Mandelieu-la-Napoule         | 180 km  | Stéphane Heulot       | Jean-François Bernard |
| 7a etapa, 1r sector | 15 de març | Mandelieu-la-Napoule -Niça        | 105 km  | Adriano Baffi         | Jean-François Bernard |
| 7a etapa, 2n sector | 15 de març | Niça-Coll d'Èze (CRI)             | 12 km   | Jean-François Bernard | Jean-François Bernard |

## Etapes

### Pròleg
8-03-1992. Fontenay-sous-Bois, 5.7 km. CRI
|   | Ciclista        | Equip         | Temps  |
| - | --------------- | ------------- | ------ |
| 1 | Tony Rominger   | CLAS-Cajastur | 6' 45" |
| 2 | Miguel Indurain | Banesto       | + 6"   |
| 3 | Jesús Montoya   | Amaya Seguros | m. t.  |

### 1a etapa
9-03-1992. Gien-Nevers, 180 km.
|   | Ciclista           | Equip            | Temps      |
| - | ------------------ | ---------------- | ---------- |
| 1 | Mario Cipollini    | GB-MG Maglificio | 4h 06' 20" |
| 2 | Wiebren Veenstra   | Buckler          | m. t.      |
| 3 | Frédéric Moncassin | Castorama        | m. t.      |

### 2a etapa
10-03-1992. Nevers-Roanne 176 km.
|   | Ciclista        | Equip            | Temps      |
| - | --------------- | ---------------- | ---------- |
| 1 | Mario Cipollini | GB-MG Maglificio | 4h 30' 02" |
| 2 | Johan Capiot    | TVM-Sanyo        | m. t.      |
| 3 | Michel Zanoli   | Motorola         | m. t.      |

### 3a etapa
11-03-1992. Saint-Étienne-Saint-Étienne 26.5 km. CRE
|   | Equip    | Temps   |
| - | -------- | ------- |
| 1 | Ariostea | 32' 39" |
| 2 | Banesto  | + 4"    |
| 3 | R.M.O.   | + 9"    |

### 4a etapa
12-03-1992. Miramas-Marsella, 223 km.
|   | Ciclista         | Equip            | Temps      |
| - | ---------------- | ---------------- | ---------- |
| 1 | Mario Cipollini  | GB-MG Maglificio | 4h 06' 20" |
| 2 | Wiebren Veenstra | Buckler          | m. t.      |
| 3 | Johan Museeuw    | Lotto            | m. t.      |

### 5a etapa
13-03-1992. Marsella-Mont Faron, 187 km.
|   | Ciclista              | Equip         | Temps      |
| - | --------------------- | ------------- | ---------- |
| 1 | Tony Rominger         | CLAS-Cajastur | 4h 43' 06" |
| 2 | Jean-François Bernard | Banesto       | + 14"      |
| 3 | Jesús Montoya         | Amaya Seguros | + 17"      |

### 6a etapa
14-03-1992. Toló-Mandelieu-la-Napoule, 180 km.
Arribada situada al Col del Grand Duc.
|   | Ciclista        | Equip         | Temps      |
| - | --------------- | ------------- | ---------- |
| 1 | Stéphane Heulot | R.M.O.        | 4h 39' 38" |
| 2 | Eddy Schurer    | TVM-Sanyo     | + 27"      |
| 3 | Jesús Montoya   | Amaya Seguros | + 48"      |

### 7a etapa, 1r sector
15-03-1992. Mandelieu-la-Napoule-Niça, 108 km.
|   | Ciclista            | Equip    | Temps      |
| - | ------------------- | -------- | ---------- |
| 1 | Adriano Baffi       | Ariostea | 2h 24' 21" |
| 2 | Jean-Claude Colotti | Z        | m. t.      |
| 3 | Phil Anderson       | Motorola | m. t.      |

### 7a etapa, 2n sector
15-03-1992. Niça-Coll d'Èze, 12 km. CRI
|   | Ciclista              | Equip         | Temps   |
| - | --------------------- | ------------- | ------- |
| 1 | Jean-François Bernard | Banesto       | 22' 15" |
| 2 | Tony Rominger         | CLAS-Cajastur | + 23"   |
| 3 | Christophe Manin      | R.M.O.        | + 57"   |

## Classificacions finals

### Classificació general
|    | Ciclista              | Equip         | Temps       |
| -- | --------------------- | ------------- | ----------- |
| 1  | Jean-François Bernard | Banesto       | 25h 27' 57" |
| 2  | Tony Rominger         | CLAS-Cajastur | + 34"       |
| 3  | Miguel Indurain       | Banesto       | + 1' 17"    |
| 4  | Jesús Montoya         | Amaya Seguros | + 1' 46"    |
| 5  | Christophe Manin      | R.M.O.        | + 2' 14"    |
| 6  | Rolf Gölz             | Ariostea      | + 2' 38"    |
| 7  | Jérôme Simon          | Z             | + 3' 14"    |
| 8  | Julián Gorospe        | Banesto       | + 3' 17"    |
| 9  | Óscar Vargas          | Amaya Seguros | + 3' 24"    |
| 10 | Charly Mottet         | R.M.O.        | + 3' 29"    |

## Evolució de les classificacions
| Etapa (Vencedor)                    | Classificació general |
| ----------------------------------- | --------------------- |
| 0Pròleg (Tony Rominger)             | Tony Rominger         |
| 0Etapa 1 (Mario Cipollini)          | Tony Rominger         |
| 0Etapa 2 (Mario Cipollini)          | Tony Rominger         |
| 0Etapa 3 (Ariostea)                 | Miguel Indurain       |
| 0Etapa 4 (Mario Cipollini)          | Miguel Indurain       |
| 0Etapa 5 (Tony Rominger)            | Jean-François Bernard |
| 0Etapa 6 (Stéphane Heulot)          | Jean-François Bernard |
| 0Etapa 7, 1r sector (Adriano Baffi) | Jean-François Bernard |
| 0Etapa 7, 2n sector (Tony Rominger) | Jean-François Bernard |